# Desoxythymidintriphosphat
Desoxythymidintriphosphat (dTTP) ist einer von vier Bausteinen der Nukleinsäure DNA. Es besteht aus einer Desoxyribose, der Base Thymin und einer Triphosphat-Gruppe.

## Biosynthese
Die Desoxyribonukleosidtriphosphate werden in der Zelle als energiereiche Verbindungen aus 2′-Desoxyribonucleotid-5′-monophosphat synthetisiert, durch zwei aufeinanderfolgende Phosphorylierungsschritte mit ATP als Phosphatgruppendonor.

## Funktion
dTTP ist ein Edukt bei der Synthese der DNA. Bei der Angliederung an den DNA-Strang wird Pyrophosphat abgespalten. Der genetische Code der DNA ergibt sich aus der Basenabfolge der DNA-Bausteine. Da die Base von dTTP das Thymin ist, codiert dieser Baustein das T dieses Codes.